# مرغ توفان دمگاه‌نواری

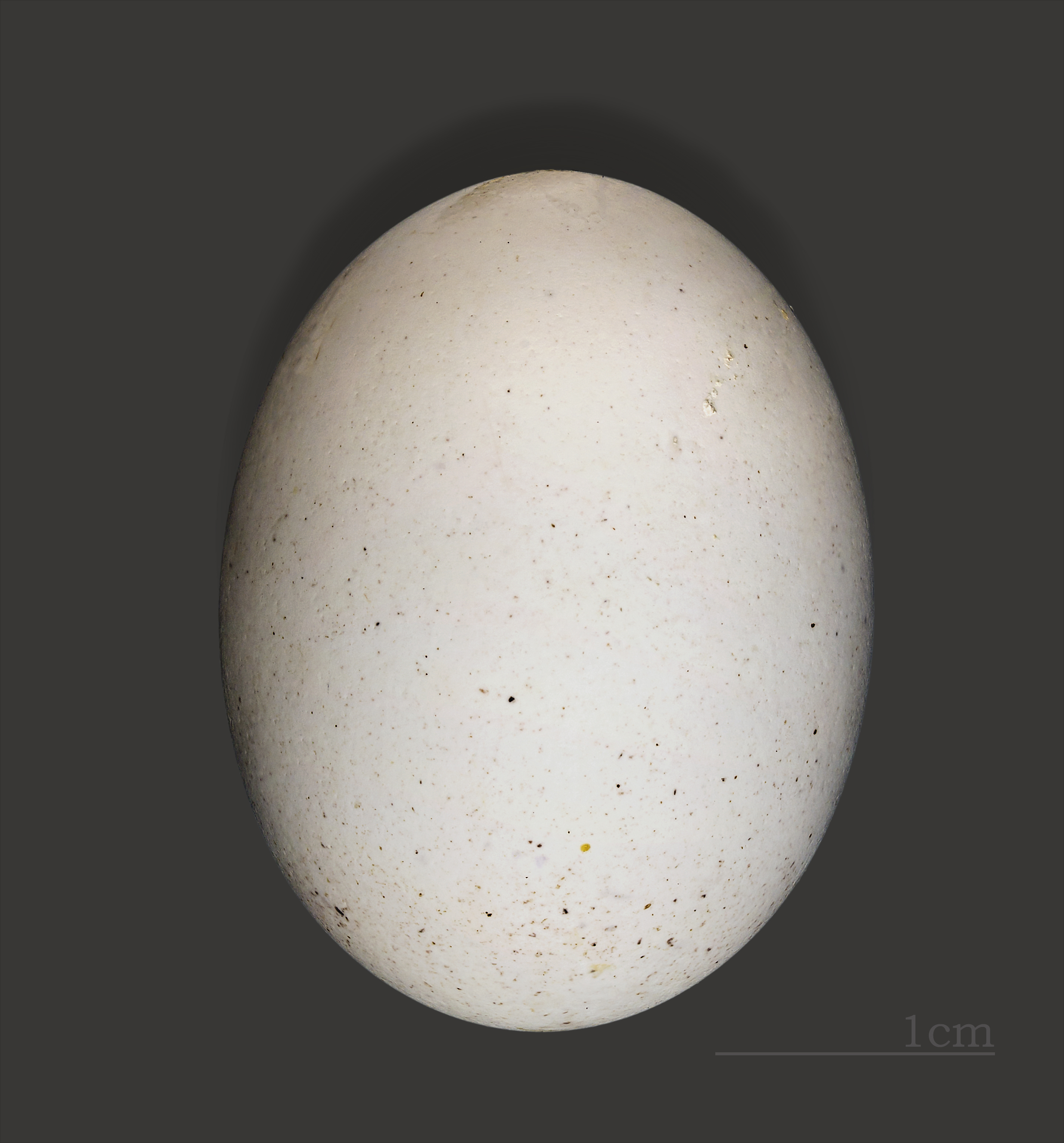
تخم مرغ.

مرغ توفان دمگاه‌نواری(نام علمی: Oceanodroma castro) نام یک گونه از سرده اقیانوس‌روها است.